# Forest Stewardship Council
Forest Stewardship Council (FSC) er en international non-profit medlemsorganisation, der blev stiftet i 1993.
Organisationens hovedopgave er at fremme bæredygtig skovdrift og økonomisk levedygtighed i alverdens skove samt sikre skovarbejdernes sociale rettigheder.
FSC-mærket er en garanti for træ og papir, du kan købe med god samvittighed. I en FSC-skov bliver der ikke fældet mere træ, end skoven kan nå at reproducere. Samtidig er FSC en garanti for, at dyr og planteliv bliver beskyttet, og at de mennesker, der arbejder i skoven, er sikret uddannelse, sikkerhedsudstyr og ordentlig løn.
FSC er desuden den eneste globale mærkningsordning, der har bred opbakning fra grønne organisationer som WWF, Greenpeace og Verdens Skove (tidligere Nepenthes) .
FSC-mærkede produkter kan findes i alle sammenhænge, blandt andet: emballage, møbler, papir, aviser og andre tryksager og byggematerialer.

## FSCs opbygning
FSC er en forening af stemmeberettigede medlemmer.
- Medlemmerne i FSC er opdelt i tre kamre – et økonomisk, et miljømæssigt og et socialt – og hvert kammer har lige stor stemmevægt.
- FSCs regler for bæredygtig skovdrift dækker ikke kun de tropiske skove, men alle typer skov i verden.
- Hvert land med en national arbejdsgruppe skal udvikle en national standard, der skal ligge til grund for enhver certificering i landet. Alle nationale FSC-standarder er baseret på FSCs globale principper og kriterier, men er tilpasset til hvert lands særlige forudsætninger.
- Hver enkelt skovejer certificeres med et Forest Management-certifikat (FM). Skovejeren har selv ansvaret for at opfylde og overholde reglerne i den nationale FSC-standard. Skovejere, som ikke følger reglerne, mister deres certifikat.
- Uafhængige certificeringsvirksomheder foretager certificeringerne og laver årlig kontrol. Certificeringsvirksomhederne overvåges af FSC.
- For at videresælge eller producere et FSC-certificeret produkt skal en virksomhed Chain of Custody-certificeres (CoC) for at sikre, at produktet kan følges, fra træet står i skoven, til det bliver solgt til slutbrugeren. Dette certifikat skal de have, før de må sætte FSC's logo på et produkt.

Generalforsamling
Én gang hvert tredje år holdes der en international generalforsamling, og her vælges en bestyrelse. Den er sammensat, så den består af samme antal personer fra hvert kammer, så der kommer en ligelig fordeling af sociale, økonomiske og miljømæssige interesser. Derudover skal der være en ligelig repræsentation fra ilande og ulande.
Sammensætningen af bestyrelsen sikrer, at der er en balance mellem ilande og ulande og mellem de tre interessegrupper, der er med i samarbejdet.
Bestyrelsen godkender de enkelte landes retningslinjer efter en grundig gennemgang af den proces, der ligger til grund for udarbejdelsen af retningslinjerne. Derudover foretages en nøje vurdering af, om landene lever op til FSC's overordnede principper og kriterier.
For at sikre det samme niveau over hele verden, sker der løbende en harmonisering af de lokale retningslinjer, således at en svensk skovejer i Skåne og en dansk skovejer på Sjælland med næsten samme slags skov skal vurderes efter stort set ens retningslinjer.
Uafhængig certificering
FSC er organiseret sådan, at bestyrelsen godkender uafhængige konsulentfirmaer, der så foretager evaluering og certificering af skovområdet ved hjælp af de retningslinjer, der gælder i området. Der er med andre ord en tredeling mellem dem, der udarbejder retningslinjerne, dem der certificerer skovdriften, og dem der ejer skoven. Det er denne opsplitning, der sikrer uvildighed i systemet og gør ordningen troværdig.
FSC International
FSC's internationale sekretariat er placeret i Bonn. Sekretariatet er ansvarlig over for bestyrelse og generalforsamling og for den daglige drift af arbejdet. Sekretariatet godkender efter en omhyggelig gennemgang de konsulentfirmaer, der tilslutter sig FSC's principper og kriterier for forsvarlig skovdrift.
FSC støttes som det eneste globale mærke til skovcertificering af en lang række NGOer som WWF , Greenpeace  og Verdens Skove. Den danske stat har desuden forpligtiget sig til at købe træ- og papirprodukter af bæredygtig oprindelse og her er FSC en af de godkendte ordninger. Naturstyrelsens offentlige vejledning om indkøb af træ anbefaler desuden at de danske kommuner køber bæredygtige træ- og papirprodukter og her er FSC en af de anbefalede ordninger .

## FSCs historie
FSC blev grundlagt i Toronto i september 1993 på initiativ fra miljøorganisationer, skovejere, menneskerettigheds- og miljøorganisationer fra 26 forskellige lande. Målet var at skabe nogle fælles globale principper for bæredygtig skovdrift, herunder et nyt gennemarbejdet og troværdigt system, der kunne garantere bæredygtigt produceret træ og papir til forbrugere verden over.

## FSC Danmark
FSC Danmark er det danske kontor for FSC og er godkendt af FSC International til at varetage FSCs interesser i Danmark. FSC Danmark er stiftet som forening i Danmark og er en uafhængig, juridisk enhed. FSC Danmarks mål er at fremme bæredygtig skovdrift ved at styrke FSC som brand i Danmark på en lang række områder ved blandt andet at oplyse gennem forskellige kampagner.
Økonomisk set er FSC Danmark i høj grad selvfinansieret og modtager kun en lille økonomisk støtte fra FSC International. Den danske FSC-enhed modtager heller ikke en del af det beløb, som virksomheder og skovejere betaler for at blive certificeret. De er i stedet finansieret dels gennem medlemskontingenter fra danske virksomheder og organisationer og dels gennem fondsmidler.
FSC Danmark blev stiftet i 1996 og er siden kommet et langt stykke vej. Arbejdsgruppens formål var først og fremmest at udarbejde retningslinjer for certificering af dansk skov under den internationale FSC-certificeringsordning. I 2004 blev de danske retningslinjer godkendt, og FSC Danmarks arbejde består nu primært i at rådgive sine medlemmer, øge kendskabet til FSC-mærket i Danmark og sikre, at brugen af FSC's logo følger reglerne, så mærkningsordningens garanti opretholdes.

## FSC i tal
- I september 2007 var ca. 91 millioner hektar skov FSC-certificeret på verdensplan. Det svarer cirka til 21 gange Danmarks areal.

- Over 20.000 produkter fra FSC-certificerede skove findes på det globale marked.

- I dag er FSC-certificering spredt til 84 lande, og 43 lande har egne nationale initiativer, fx FSC Danmark.

- I september 2007 var 6.980 virksomheder FSC Chain-of-Custody-certificerede eller havde et FSC skov-forvaltningscertifikat, og der kommer hele tiden flere til.

- I Danmark er alle statsskovene FSC-certificerede, og derudover to skove yderligere. På sigt vil FSC-certificering i Danmark medføre, at man på gåture i skoven vil opleve et rigere og mere varieret dyre- og planteliv end i dag, hvor naturoplevelsen er domineret af danske løvtræer.

- Der er i Danmark i øjeblikket 72 FSC-certificerede virksomheder.